# Maik Kuivenhoven
Maik Kuivenhoven (Naaldwijk, 25 september 1988) is een Nederlandse darter die momenteel uitkomt voor de PDC.

## Carrière
In 2019 behaalt Maik Kuivenhoven zijn Tourkaart via de European Q-School ranking in Hildesheim, Duitsland.
Op de Players Championships 1 en 4 van 2020 haalde Kuivenhoven de kwartfinale. Op de Players Championship 8 van hetzelfde jaar versloeg hij Michael van Gerwen, maar werd in de tweede ronde uitgeschakeld. Door de goede resultaten op de vloertoernooien heeft Maik zich geplaatst voor 2 Euro Tours in Duitsland, Sindelfingen en Riesa. Mede door de kwartfinale plek in Sindelfingen heeft Maik zich geplaatst voor de European Championship, waar hij in de eerste ronde verloor van Nathan Aspinall.
Kuivenhoven maakte zijn debuut op het PDC WK in 2021. Hierin verloor hij echter gelijk kansloos van Matthew Edgar. Hij zou eigenlijk zijn Tourkaart verliezen maar omdat een ander zijn kaart inleverde, behield hij hem alsnog. 1 jaar later, in 2022 deed hij weer mee aan het PDC WK hij won zijn eerste partij van Ky Smith, en verloor 1 ronde later van James Wade.
Kuivenhoven viel na afloop van het PDC World Darts Championship 2025 buiten de top-64 van de Order of Merit, waardoor hij terug naar Q-School moest om opnieuw een Tour Card te behalen. Hij wist op de laatste finaledag van de Q-School een Tour Card te behalen door de finale te winnen. Hierdoor verzekerde hij zich voor twee jaar toegang tot het professionele circuit.

## Resultaten op Wereldkampioenschappen

### PDC
- 2021: Laatste 96 (verloren van Matthew Edgar met 0-3)
- 2022: Laatste 64 (verloren van James Wade met 1-3)